# Колозян, Геворк Агабекович
Гево́рк Агабе́кович Колозя́н (арм. Գևորգ Քոլոզյան; 1917, Ново-Баязет, Эриванская губерния — 25 июня 1944, Джерфалько, Скарлино, Италия) — красноармеец, впоследствии итальянский партизан, закрывший своим телом амбразуру вражеского дзота.

## Биография
Геворк Колозян родился в 1917 году в Ново-Баязете. В 1938 году закончил педучилище, преподавал в школе немецкий язык. В 1939 году был призван в РККА, принимал участие в Советско-финской войне, был ранен, около полугода лечился в госпитале в Ярославле, после чего был демобилизован и вернулся в родной город, продолжил преподавать в школе.
С началом Великой Отечественной войны добровольцем ушёл на фронт.
«Я в совершенстве владею немецким языком, могу принести много пользы для советского командования. Отлично владею всеми видами стрелкового оружия, имею опыт ведения современной войны. Участвовал в войне с белофиннами. Как советский человек не могу спокойно смотреть, как фашистские банды топчут нашу землю, разрушают наши села и города, уничтожают наш советский строй.

Прошу в моей просьбе не отказать. Комсомолец Геворк Колозян.

24 июня 1941 года.»
Около года Геворк Колозян находится в Грузии. По одним данным проходил подготовку в разведшколе, по другим — в радиошколе. С весны 1942 года служил в политуправлении штаба Крымского фронта (по данным ОБД «Мемориал»). По другим данным, неоднократно забрасывался в составе диверсионно-разведывательных групп в тыл противника.
Попал в окружение, очевидно, в ходе разгрома Крымского фронта 8 — 11 мая 1942 года, и был пленён. По данным ОБД «Мемориал» считается пропавшим без вести с 1942 года. По другой версии попал в плен в ноябре 1943 года на Дуклинском перевале в ходе операции по заброске в тыл группы, задачей которой было установить связь со словацкими партизанами.
Находясь в плену в Италии, в 1944 году бежал и примкнул к партизанской бригаде «Гуидо Боскалья». 25 июня 1944 года в ходе боя близ Джерфалько, Скарлино отряд партизан был окружён. При выходе из окружения Колозян, будучи уже раненным в ногу, закрыл телом амбразуру пулемёта, препятствующего отходу, и погиб. Похоронен в Джерфалько.
19 июня 1957 года в газете «Gazzetta Ufficiale», официальном издании Италии, был опубликован указ о награждении Георгия Колесяна бронзовой медалью «За воинскую доблесть» посмертно.
После долгих поисков было установлено настоящее имя героя, и 4 марта 1966 года посол Италии в СССР вручил медаль родственникам Геворка Колозяна.

## Память
- В Гаваре именем Геворка Колозяна названа школа.